# Paramsacta pura
Paramsacta pura (tên tiếng Anh: Bướm đêm hổ Donovan) là một loài bướm đêm thuộc phân họ Arctiinae, họ Erebidae. Chúng được tìm thấy ở hầu hết Úc, New Guinea, đảo Fergusson và quần đảo Louisiade.
Ấu trùng ăn các loài thực vật thuộc họ Asteraceae, Boraginaceae, Euphorbiaceae, Fabaceae, Plantaginaceae, Polygonaceae và Portulaceae.